# Martino Senzao
Martino Senzao (* 1977) ist ein italienischer Rocksänger aus Südtirol; er gehört zum Frei.Wild-Umfeld.

## Leben
Martino Senzao betreibt ein Tattoo-Studio in Brixen. Zudem ist er Mitarbeiter des an das Frei.Wild-Label Rookies & Kings angeschlossenen „Rookies&Kings Underground Store“ in Brixen. Er ist außerdem als DJ aktiv und legte unter anderem beim AlpenFlair in der sogenannten „Alpenhöhle“ auf. Seit 25 Jahren begeisterte er sich für Deutschrock im Stile von Frei.Wild und Onkelz. So beschloss er mit Hilfe der Band Frei.Wild sich ebenfalls als Rocksänger zu versuchen. 2016 erschien seine erste Single Weil wir wie Brüder sind mit insgesamt drei Songs, die in Kooperation mit Philipp Burger entstanden. Dabei handelte es sich um zwei Rocksongs und eine Ska-Nummer.

„DJ, Animateur, Ladenhüter, Tattoo-Experte, Modeberater… Diese Liste ließe sich beliebig weiterführen, denn es gibt wenig, was er nicht tut, und es gibt noch viel weniger, was er nicht kann!“

Am 2. November 2018 erschien sein Debütalbum Werk Eins, das insgesamt elf Songs umfasst, über Rookies & Kings. Musikalisch handelt es sich um den für das Label typischen Deutschrock, angereichert mit Einflüssen aus dem poppigen Indie-Rock, Schlager und Electro-Rock. Das Album erreichte Platz 79 der deutschen Albencharts.
Auf der anschließenden Rookies&KIngs-Tour mit Artefuckt, Stunde Null, Bad Jokers und Grenzenlos spielte er als DJ das After-Show-Programm und konnte daher nur wenige Songs vom Album spielen.

## Diskografie

### Studioalben
- 2018: Werk Eins (Rookies & Kings)

### Singles
- 2016: Weil wir wie Brüder sind (EP)
- 2018: Liebe reingeballert
- 2018: Jede Sekunde
- 2021: Das Land der Covidioten